# Vince Boryla
Vincent Joseph Boryla (East Chicago, 11 maart 1922 – Denver, 27 maart 2016) was een Amerikaans basketballer. Hij won met het Amerikaans basketbalteam de gouden medaille op de Olympische Zomerspelen 1948.

## Carrière
Boryla speelde collegebasketbal voor de Notre Dame Fighting Irish en Denver Pioneers. Hij speelde eerst voor de Denver Safeway Stores voordat hij in 1949 zijn NBA-debuut maakte bij de New York Knicks. Hij nam in 1948 deel aan de Olympische Spelen en werd met de Amerikaanse ploeg Olympisch kampioen. Tijdens de Olympische Spelen speelde hij 6 wedstrijden, inclusief de finale tegen Frankrijk. Gedurende deze wedstrijden scoorde hij 28 punten.
Na zijn carrière als speler was hij werkzaam als coach voor de New York Knicks van 1955 tot 1958. Hij werd eerst manager van de Denver Larks en ook zijn voorganger in Kansas City maar daar vonden ze geen speellocatie. Hij werd daarna manager van de Utah Stars. Na de samenvoeging van de NBA en ABA werd hij opnieuw manager van de Denver Nuggets. Bij deze laatste club won hij in 1985 de NBA Executive of the Year Award.

## Privéleven
Borylas zoon Mike Boryla was een Americanfootballspeler.

## Erelijst

### Als speler
- Olympische Spelen: 1948
- NBA All-Star: 1951
- Indiana Basketball Hall of Fame: 1984
- National Polish-American Hall of Fame

### Als executive
- NBA Executive of the Year: 1985

## Statistieken

### Reguliere seizoen
| Seizoen      | Team            | WG  | MPW  | 2P%  | FW%   | RPW | APW | PPW  |
| ------------ | --------------- | --- | ---- | ---- | ----- | --- | --- | ---- |
| 1949/50      | New York Knicks | 59  | –    | 34,0 | 76,4  | –   | 1,6 | 10,4 |
| 1950/51      | New York Knicks | 66  | –    | 40,6 | 83,7  | 3,8 | 2,8 | 14,9 |
| 1951/52      | New York Knicks | 42  | 34,3 | 38,7 | 83,5  | 5,2 | 2,1 | 11,9 |
| 1952/53      | New York Knicks | 66  | 33,3 | 37,0 | 82,1  | 3,5 | 2,5 | 10,2 |
| 1953/54      | New York Knicks | 52  | 29,3 | 33,3 | 86,4  | 2,5 | 1,5 | 8,1  |
| Carrière     | Carrière        | 285 | 32,3 | 37,1 | 81,6  | 3,7 | 2,1 | 11,2 |
| NBA All-Star | NBA All-Star    | 1   | –    | 66,7 | 100,0 | 2,0 | 2,0 | 9,0  |

### Play-offs
| Seizoen  | Team            | WG | MPW  | 2P%  | FW%  | RPW | APW | PPW  |
| -------- | --------------- | -- | ---- | ---- | ---- | --- | --- | ---- |
| 1949/50  | New York Knicks | 5  | –    | 44,2 | 90,6 | –   | 1,4 | 15,0 |
| 1950/51  | New York Knicks | 14 | –    | 43,0 | 91,1 | 3,7 | 2,6 | 15,5 |
| 1952/53  | New York Knicks | 11 | 36,1 | 37,9 | 85,3 | 3,2 | 1,8 | 10,6 |
| 1953/54  | New York Knicks | 3  | 22,0 | 57,1 | 84,6 | 0,7 | 0,3 | 9,0  |
| Carrière | Carrière        | 33 | 33,1 | 42,1 | 88,9 | 3,2 | 2,0 | 13,2 |

11 Lew Beck · 
12 Ralph Beard · 
15 Alex Groza · 
23 Cliff Barker · 
24 Ray Lumpp · 
26 Kenny Rollins · 
27 Wallace Jones · 
30 Vince Boryla · 
33 Don Barksdale · 
55 Jesse Renick · 
66 Gordon Carpenter · 
77 Jackie Robinson · 
90 Bob Kurland · 
99 Robert Pitts · 
Coach Bud Browning